# Elvīra Ozoliņa
Elvīra Ozoliņa (auch russisch Эльвира Анатольевна Озолина, Elwira Anatoljewna Osolina; * 8. Oktober 1939 in Leningrad, heute Sankt Petersburg) ist eine ehemalige lettische Leichtathletin, die für die Sowjetunion antrat. Bei einer Körpergröße von 1,76 m betrug ihr Wettkampfgewicht 67 kg.
Zu Beginn der Saison 1960 warf Ozoliņa zweimal Weltrekord im Speerwurf mit 57,92 m und mit 59,55 m. Bei den Olympischen Spielen 1960 in Rom wurde sie ihrer Favoritenrolle gerecht und gewann mit 55,98 m vor Dana Zátopková (53,78 m) aus der Tschechoslowakei. Ihren zweiten großen Titel gewann Ozoliņa bei den Europameisterschaften 1962 in Belgrad. Mit 54,93 m lag sie deutlich vor der zweitplatzierten Rumänin Maria Diaconescu mit 52,10. Nachdem Ozoliņa 1963 mit 59,78 m einen weiteren Weltrekord aufgestellt hatte, gelang ihr am 27. August 1964 in Kiew bei den Meisterschaften der Sowjetunion mit 61,38 m der erste 60-Meter-Wurf einer Speerwerferin. Damit war sie klare Favoritin bei den Olympischen Spielen 1964 in Tokio. Aber in der Qualifikation übertraf die Russin Jelena Gortschakowa mit 62,40 den Weltrekord von Ozoliņa. Und im Finale warf die 17-jährige Rumänin Mihaela Peneș gleich im ersten Versuch 60,54 m und gewann mit diesem Wurf die Goldmedaille. Ozoliņa wurde mit 54,81 m Fünfte. Bei den Europameisterschaften 1966 in Budapest wurde Ozoliņa mit 55,52 m noch einmal Fünfte.
Außer 1964 gewann Ozoliņa auch 1961, 1962 und 1966 den Meistertitel der Sowjetunion.
Elvīra Ozoliņa war bis zu dessen Tod im April 2020 mit dem ebenfalls für die Sowjetunion startenden lettischen Speerwerfer Jānis Lūsis verheiratet. Beider Sohn Voldemārs Lūsis ist ebenfalls Speerwerfer und nahm 2000 und 2004 für Lettland an den Olympischen Spielen teil. Trotz ihrer Heirat trat sie während ihrer ganzen Karriere unter ihrem Geburtsnamen an.